# Fuleren
Fuleren je treća alotropska modifikacija ugljika (uz dijamant i grafit), organska tvar s kuglastim šupljim molekulama u obliku pravilnih poliedara, koja se sastoji od ugljikovih atoma povezanih u 12 peterokuta i različit broj šesterokuta. Prvi, ujedno i najmanji fuleren, buckminsterfullerene, otkriven je 1985., a nazvan prema američkom arhitektu Richardu Buckminsteru Fulleru (1895. – 1983.) zbog sličnosti s njegovim projektom geodezijske kupole. Molekula mu se sastoji od 60 ugljikovih atoma u 12 peterokuta i 20 šesterokuta i slična je nogometnoj lopti. Fulereni su vrlo stabilne kristalne i tvrde tvari, od kojih se očekuje da će zbog svoje jedinstvene građe i svojstava naći primjenu kao supravodiči, maziva, katalizatori, prijenosnici ljekovitih tvari u organizmu i drugo.

## Objašnjenje
Cjevasti fulereni se nazivaju i ugljične nanocijevi. Fulereni su po strukturi slični grafitu koji se sastoji od slojeva u kojima su molekule ugljika spojene u šesterokutne prstenove, što stoga takvu plohu čini ravnom, dok fulereni sadrže i peterokutne (a ponekad i sedmerokutne) prstenove, što im tada daje zakrivljenost. Prvi fuleren, C60, su otkrili 1985. Robert Curl, Harold Kroto i Richard Smalley,  a struktura fulerena je otkrivena 5 godina kasnije. Tom fulerenu je dato ime bakminsterfuleren u čast Richardu Buckminsteru Fulleru, na čije građevine podsjeća molekula fulerena. Od tada su fulereni otkriveni i u prirodi, iako im je ta pojavnost mala. Fuleren se najviše nalazi u svemiru, a neki znanstvenici tvrde da je fuleren bio potreban za razvoj života na Zemlji.
Otkriće fulerena je jako proširilo broj poznatih ugljikovih alotropija, od kojih su do tog otkrića bile poznate samo grafit, dijamant, i amorfni ugǉik kao čađa ili drveni ugǉen.  Najčešće se fuleren nalazi u oblicima s 20, 26, 60 i 70 atoma ugljika, ali fuleren može imati do 100 atoma ugljika. Istraživanje fulerena u obliku kugli i cijevi je vrlo intenzivno zbog njihovih jedinstvenih kemijskih i tehnoloških primjena, posebno u znanosti o materijalima, elektronici i nanotehnologiji.
Od otkrića fulerena, fuleren se koristi u raznim znanostima: u medicini (za antibiotike i liječenje raka), u nanotehnologiji (za proizvodnju nanocijevi), u kemiji (razne otopine), u kvantnoj mehanici. Postoji više teorija nastanka fulerena, među kojima su najpoznatije dvije: atomi su se slagali jedan po jedan i druga koja tvrdi da je fuleren dio mnogo veće strukture koja se raspala na dijelove.

## Nakupine
Nakupine su posebno stanje tvari koje čine grozdovi atoma ili molekula. Takva stanja postižu se modernim laserskim tehnikama, koje su omogućile i stvaranje novih oblika tvari i spojeva. Prije razvoja modernih tehnika bio je poznat malen broj tvari svojstava sličnih nakupinama, na primjer plastični sumpor u obliku lanaca sumpornih atoma međusobno povezanih jakim jednostrukim kovalentnim vezama.